# Anton Borodatjov
Anton Viktorovitj Borodatjov (ryska: Антон Викторович Бородачёв), född 23 mars 2000, är en rysk fäktare som tävlar i florett. Hans tvillingbror Kirill Borodatjov är också en fäktare.

## Karriär
Vid olympiska sommarspelen 2020 i Tokyo, som arrangerades 2021, tog Borodatjov silver tillsammans med Kirill Borodatjov, Vladislav Mylnikov och Timur Safin i lagtävlingen i florett. Han blev även utslagen i sextondelsfinalen i florett av amerikanske Nick Itkin. Vid EM 2025 i Genua tog Borodatjov brons tillsammans med Kirill Borodatjov, Aleksandr Kerik och Vladislav Mylnikov i lagtävlingen i florett efter att ha besegrat Belgien i bronsmatchen.